# Xie Jin
Xie Jin (xinès simplificat: 谢晋) (Shangyu, 21 de novembre de 1923 - Shangyu, 18 d'octubre de 2008) va ser un actor, guionista i director de cinema xinès, un dels representants de la tercera generació de directors del cinema de la Xina.

## Biografia

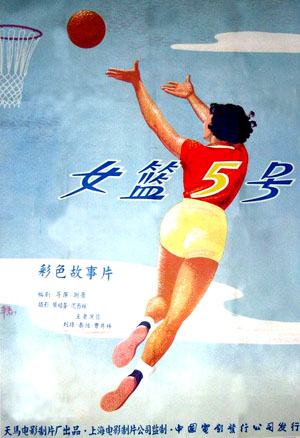
Cartell de la pel·lícula Woman Basketball Player No. 5

Xie Jin va néixer el 1923 a Shangyu, província de Zhejiang (Xina) en una família d’erudits. El seu avi va participar en la revolució de 1911. Després d’una infància a la seva ciutat natal, des de 1930, va rebre una educació clàssica a Xangai. El 1938 va seguir el seu pare fins a Hong Kong, però només hi va romandre un any. De retorn a Xangai el 1939, va continuar els seus estudis a l'escola secundària mentre prenia classes de teatre. El 1941, va anar a Sichuan i va ingressar a l'Escola d'Art Dramàtic de Jiang'an (四川 江 安国立 戏剧 il 曹禺), on va coincidir amb altres cineastes com Hong Shen (洪深), Huang Zuolin (黄 佐临) o Zhang Junxiang (张骏 祥).
El 1943 es va traslladar a Chongqing, on va començar la seva carrera com director, guionista i actor. Va reprendre els estudis a l’Escola d’Art Dramàtic de Nanking el 1946, al departament de direcció. i dos anys més tard, el 1948, es va incorporar a la Datong Cinematographic Company (大同 电影 企业 公司) com a ajudant de direcció. Va començar la seva carrera com a ajudant de Wu Renzhi (吴 仞 之) a "The Mute Wife".
Després de la fundació de la República Popular, va ser assignat com a ajudant de direcció, i després director a l'estudi Changjiang (长江 电影 制片厂). El 1953, va ajudar a Shi Hui (石 挥) al plató de "The Feathered Letter" (鸡毛信). Va ser traslladat a l'estudi de Xangai, on va romandre al llarg de la seva carrera.
Va codirigir la seva primera pel·lícula amb Lin Nong (林农) el 1954, "Una crisi" (一场 风波), sobre la persistència de les mentalitats feudals a la nova Xina, a través de la situació de les dones i, en particular, de les vídues.
La primera pel·lícula que realment es pot considerar de Xie Jin és "Spring in the Land of Waters" (水乡 的 春天), feta el 1955 i el seu primer èxit, el 1957, va ser “Woman Basketball Player Nº 5 (Nülan Wu Hao) (女篮 五号), la primera pel·lícula xinesa en color del món de l'esport.
El 1966, quan va esclatar la Revolució Cultural, Xie Jin i tota la seva família van ser víctimes de la repressió. El seu pare era un antic advocat, la seva mare provenia d’una família benestant; el 1937, durant la invasió japonesa, havien abandonat Xangai, com molts altres, per establir-se a Hong Kong. Denunciats com a contrarevolucionaris, es suïciden, el seu pare s’empassa els barbitúrics i la seva mare es llença per la finestra. El mateix Xie Jin és destinat a netejar els lavabos i escombrar els estudis de Xangai, abans de ser finalment enviat a "rehabilitació" al camp.
El 1997, per commemorar la restitució de Hong Kong, va dirigir una de les pel·lícules més cares de la història del cinema xinès, 鸦片战争 (The Opium War), un fresc històric sobre la lluita heroica del poble xinès contra l'ocupació estrangera durant cent cinquanta anys. Va guanyar el Premi Jinji Jiang a la millor pel·lícula de l'any 1997.
És un dels cineastes d’aquesta generació que va continuar la seva carrera després de la Revolució Cultural. El seu estil va evolucionar considerablement, arribant a principis dels anys vuitanta a criticar els excessos de la campanya "anti-dreta" i els de la Revolució Cultural. El 1982 va dirigir “The Herdsman” basada en un conte de l'escriptor Zhang Xianliang un dels autors més significatius del moviment literari “literatura de les cicatrius”
És famós per crear un nou tipus de melodrama xinès que anomenat "melodrama polític", o més generalment "escola Xie Jin". En aquest context son importants les seves obres 天云山传奇 (Legend of the Tianyun Mountain) del 1980, un drama que explora la integritat dels personatges acusats erròniament durant aquest esdeveniment; va guanyar el Golden Rooster Award (Jinji Jiang) a la millor pel·lícula de l'an 1981, i 芙蓉镇 (Hibiscus Town) on relata els trastorns que van patir els habitants durant aquest període. Treballs que el convertiran en un model per a joves directors de la nova generació xinesa, com Zhang Yimou i Chen Kaige.
El 1983 la seva pel·lícula Mu Ma Ren - The Herdsman - (牧马人) va ser programada en la secció La Puerta de Oriente 2 del Festival Internacional de Cinema de San Sebastià de 1983.
Les pel·lícules de Xie van continuar sent populars a la Xina al llarg dels anys vuitanta, tot i que va ser apartat a l'escena internacional per la cinquena generació de cineastes.
Va morir a la seva ciutat natal el 18 d’octubre del 2008.

## Filmografia
| Any  | Títol anglès                        | Títol xinès                        |
| 1957 | Woman Basketball Player No 5        | 女篮五号                           |
| 1961 | The Red Detachment of Women         | 红色娘子军                         |
| 1962 | Big Li, Little Li and Old Li        | 大李，小李和老李                   |
| 1965 | Two Stage Sisters                   | 舞台姐妹                           |
| 1975 | Chunmiao                            | 春苗                               |
| 1977 | Youth                               | 青春                               |
| 1979 | Cradle                              | 啊！摇篮                           |
| 1980 | Legend of the Tianyun Mountain      | 天云山传奇                         |
| 1982 | The Herdsman                        | 牧马人                             |
| 1984 | Qiu Jin                             | 秋瑾                               |
| 1985 | Wreaths at the Foot of the Mountain | 高山下的花环                       |
| 1986 | Hibiscus Town                       | 芙蓉镇                             |
| 1989 | The Last Aristocrats                | 最后的贵族                         |
| 1992 | Bell of Purity Temple               | 清凉寺的钟声                       |
| 1993 | An Old Man and His Dog              | 老人和狗                           |
| 1996 | Penintentyary Angel                 | 女儿谷                             |
| 1997 | The Opium War                       | 鸦片战争                           |
| 2001 | Woman Soccer Player No. 9 女足九号  | Woman Soccer Player No. 9 女足九号 |